# Дарко Раякович
Дарко Раякович (серб. Дарко Рајаковић; нар. 22 лютого 1979) — сербський професійний баскетбольний тренер, головний тренер команди Національної баскетбольної асоціації (НБА) «Торонто Репторз».

## Життєпис
13 червня 2023 року Раякович був найнятий на посаду головного тренера «Торонто Репторз». 